# Jean Blanc (skieur)
Pour les articles homonymes, voir Jean Blanc et Blanc (homonymie).
 Jean Blanc, né le 5 juin 1921 à Saint-Bon et mort le 28 mars 2018 à Albertville, est un skieur alpin français et un des fondateurs de la station de Courchevel.

## Biographie
Il est né dans le village du Praz sur la commune de Saint-Bon qui fusionnera en 2017 avec la commune de La Perrière pour former la commune de Courchevel.
Il intègre l'équipe de France de ski en 1941. Pendant les années de guerre les seules compétitions qui subsistent pour les français sont les championnats de France. En 1941, il remporte les trois épreuves alpines du Championnat de France de ski, mais cette année, aucun titre de Champion de France de ski alpin n'est encore attribué. En 1943, il remporte la descente et termine second du slalom des championnats de France de ski. En remportant le combiné de cette même année il s'empare de son premier titre de champion de France de ski alpin (attribué uniquement au vainqueur du combiné). En 1944, il est vice-champion de France de descente derrière Jean-Pierre Mussat. En 1946, il est aussi vice champion de France de descente derrière James Couttet. Ç'est en février 1946 qu'il est le premier français à remporter la fameuse descente de Lauberhorn à Wengen. En 1947, il obtient de très bons résultats à l'international en descente (2e à Chamonix, 3e à Wengen, 4e à Saint-Moritz et à Mürren) ainsi qu'en combiné (2e à Saint-Moritz et à Mürren, 3e à Chamonix). Il est aussi sacré deux nouvelles fois champion de France en descente et en combiné à Megève. En 1948, il est sélectionné pour disputer ses premiers jeux olympiques à Saint-Moritz. Malheureusement, le 29 janvier 1948, quatre jours avant la descente des jeux, il se fracture le péroné, ce qui met fin à ses espoirs de médaille. Le jour de la course, les fondeurs de l'équipe de France l'amènent en luge à l'arrivée de la descente où il peut partager la joie de son camarade Henri Oreiller victorieux de l'épreuve. Après cet accident il reprend la compétition au sein de l'équipe de France jusqu'en 1951.
Parallèlement à sa carrière de skieur, il s'implique fortement dans le développement de la station de Courchevel dont il est un des fondateurs. Il fait partie des 5 premiers moniteurs de l'école de ski de Moriond fondée en 1935. En 1945 il crée le premier téléski sur Courchevel Moriond: Le Sainte-Agathe. Le 6 mai 1946, il est missionné par le Conseil général de Savoie pour gérer le volet équipement technique de la station au sein du plan d'aménagement des Trois Vallées. Il crée aussi les téléskis Pralong, Super Pralong et Prameruel .
Dès 1946 il lance aussi son célèbre magasin  Jean Blanc Sports, le premier magasin de sports fondé à Courchevel 1850, repris aujourd'hui par son fils Alain.
Il continue à skier jusqu'à l'âge de 89 ans et reste passionné de ski jusqu'à la fin de sa vie à 96 ans.

## Hommage
En mars 1966, la station de Courchevel a dénommé Jean Blanc l'une de ses mythiques pistes noires en forêt à l'occasion de la tenue sur cette piste d'une épreuve unique de descente, remportée par Léo Lacroix devant l'élite mondiale au complet,.

## Palmarès

### Grandes classiques internationales (avant la création de la coupe du monde)[10]
Les tops-10 qui suivent sont une vue non exhaustives de l'ensemble de ses performances.
- 1946 :
  - 10 février: 10e du slalom de Megève
  - 23 février: Vainqueur de la descente de Wengen
  - 24 février: 4e du slalom de Wengen
  - 24 février: 2e du combiné de Wengen
  - 22 mars : 4e de la descente de Zermatt
  - 22 mars : 5e du combiné de Zermatt
  - 14 avril : 2e du slalom géant des championnats de Suisse open à Ovronnaz

- 1947 :
  - 11 janvier: 3e de la descente de Wengen
  - 12 janvier: 5e du combiné de Wengen
  - 8 février: 4e de la descente de Saint-Moritz
  - 9 février: 7e du slalom de Saint-Moritz
  - 9 février: 2e du combiné de Saint-Moritz
  - 14 février : 2e de la descente de Chamonix
  - 16 février : 7e du slalom de Chamonix
  - 16 février : 3e du combiné de Chamonix
  - 15 mars : 4e de la descente de Mürren (Arlberg-Kandahar)
  - 16 mars : 5e du slalom de Mürren (Arlberg-Kandahar)
  - 16 mars : 2e du combiné de Mürren (Arlberg-Kandahar)

- 1950 :
  - 11 mars : 5e de la descente de Mürren (Arlberg-Kandahar)
  - 12 mars : 5e du combiné de Mürren (Arlberg-Kandahar)

### Championnats de France[11]
Les cases colorées en sepia correspondent à des courses n'attribuant pas de titre de Champion de France.
| Édition / Epreuve                 | Descente | Slalom | Combiné      |
| --------------------------------- | -------- | ------ | ------------ |
| Championnats 1941 Chamonix        | 1er      | 1er    | 1er          |
| Championnats 1942 Chamonix        | 12e      | 8e     | 9e           |
| Championnats 1943 Serre-Chevalier | 1er      | 2e     | Or           |
| Championnats 1944 Serre-Chevalier | Argent   | 12e    | non attribué |
| Championnats 1946 Chamonix        | Argent   | -      | 13e          |
| Championnats 1947 Megève          | Or       | Argent | Or           |